# Leeuwin (bateau)
Pour les articles homonymes, voir Leeuwin.

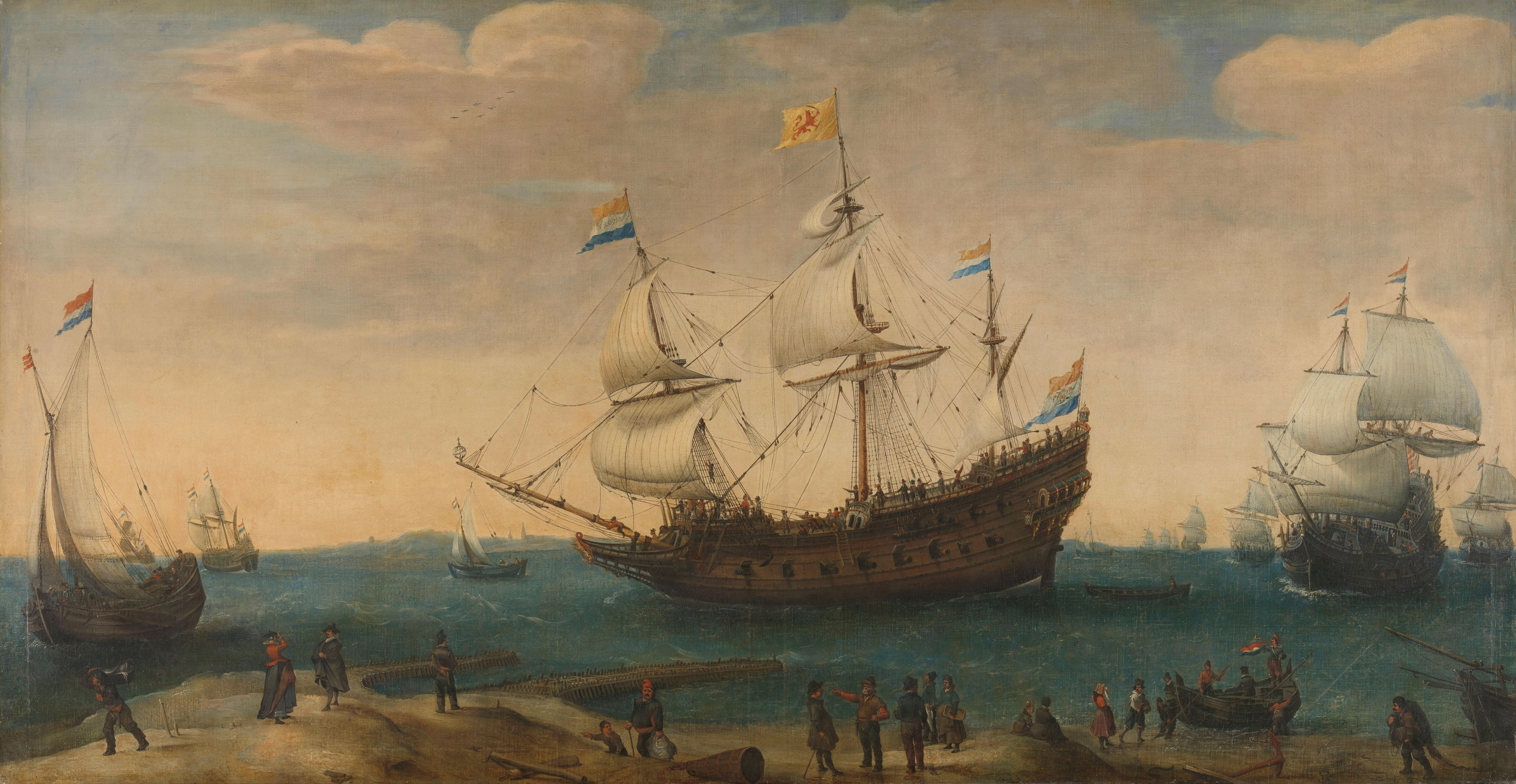
Le Leeuwin peint par Hendrick Cornelisz Vroom.

Le Leeuwin est un galion de la Compagnie néerlandaise des Indes orientales qui a permis la découverte et la cartographie d'une partie de la côte Sud-ouest de l'Australie en mars 1622. Il serait le septième navire européen à avoir exploré le continent.
Le Britannique Matthew Flinders a donné en 1801 son nom au cap Leeuwin, pointe sud-ouest de l'Australie.
Le trois-mâts australien STS Leeuwin II, construit en 1986, a été baptisé en son souvenir. 

## Premiers voyages
Très peu d'informations sont connues sur les premières expéditions du Leeuwin, son carnet de bord ayant été perdu. Des lettres de la Compagnie néerlandaise des Indes orientales font part de plusieurs caractéristiques concernant le voyage du Leeuwin. Elles nous rapportent que le Leeuwin est parti de Texel et devait rejoindre Batavia.